# Hesperimorpha
Hesperimorpha là một chi bướm đêm thuộc họ Erebidae. Hiện nó có tên đồng nghĩa là Amyna.